# Helcia callichroma
Helcia callichroma là một loài thực vật có hoa trong họ Lan. Loài này được (Rchb.f.) Dodson mô tả khoa học đầu tiên năm 1991.